# Populus tremuloides
Populus tremuloides — це листопадне дерево, поширене в прохолодних районах Північної Америки, із роду тополя(populus). Її зазвичай називають тремтяча осика, американська осика , гірська, або золотиста осика , тремтяча тополя , біла тополя, звичайна тополя і т. д. Дерева мають високі стовбури, висотою до 25 метрів, з гладкою блідою корою, з рубцями чорного кольору. Листя глянцеві, зелені, тьмяні знизу, восени стають золотистими, ближче до жовтих, рідше червоними. Вид часто поширюється через коріння, утворюючи великі клональні колонії, що походять із спільної кореневої системи. Ці коріння не є кореневищами, оскільки новий приріст розвивається із додаткових бруньок на материнській кореневій системі (ортет).
Populus tremuloides — це найбільш поширене дерево в Північній Америці, яке зустрічається від Канади до центральної Мексики.  
Populus tremuloides — це державне дерево штату Юта (США).

## Назва
Тремтяча(tremulodies) осика отримала таку назву за рахунок своїх "тремтячих" від вітру гнучких сплющених черешків

## Опис
Тремтяча осика — це високе, швидкоросле дерево, як правило, 20-25 м в висоту із діаметром стовбура від 20 до 80 см (найбільше з відомих мало 36,5 м висоти, та діаметр 1,37 м).
Кора відносно гладка, з забарвленням від зеленувато-білого до сірого відтінків. Вона покрита товстими чорними горизонтальними рубцями та помітними чорними вузлами. Паралельні вертикальні рубці - це сигнальні ознаки присутності лосів, які своїми передніми зубами знімають кору осики.
На зрілих деревах росте листя майже круглої форми, та 4–8 сантиметрів в діаметрі, з невеликими заокругленими зубцями, та 3–7-сантиметровий довгий, сплощений черешок. Молоді дерева та кореневі паростки мають значно більші ( до 10–20 сантиметрів в діаметрі, та 4–8 у довжину) і майже трикутні листя.
В деяких видів Populus черешки сплющені частково по довжині, в той час як в тремтячої осики і ще деяких видів вони сплющені з боку в бік по всій довжині черешка.
Осики - дводомні рослини, з окремими чоловічими та жіночими клонами. Квіти-сережки 4–6 сантиметрів в довжину, з'являються ранньою весною до листя. Плід являє собою 10-сантиметрову маятникову нитку з 6-міліметровими капсулами, кожна з них містить близько десяти насінин в пухнастому пусі, це допомагає вітру розсіювати насіння коли вони дозрівають на початку літа. Дерева віком від 2 до 3 років можуть розпочати виробництво невеликої кількості насіння, проте більша частина починає вироблятись тільки з 10-річного віку. Найкраще цей процес спостерігається у особин віком від 50 до 70 років.
Тремтяча осика росте повільніше в сухих умовах Західної Північної Америки, ніж на більш вологому Сході. Тривалість життя також змінюється залежно від умов, від 100-120 років (інколи більше 200) на Заході до 60 на Сході 

## Дивитись також
- Пандо (дерево) — величезна клональна колонія визначена як єдиний (найбільший у світі) організм